# أبو شكة
أبو شكة هي قرية صغيرة تقع في منطقة الجزيرة قرب تلعفر.
ظهر اسم البلدة في إحصاء عام 1957 م وكان عدد سكنها في تلك العام 142 نسمة.
من القرى القريبة من ابطيشة قرية «أبو ماريا» وقرية «دبونه».